# کارمانوو (شهرستان تاتیشلینسکی، باشقیرستان)
کارمانوو (انگلیسی: Karmanovo, Tatyshlinsky District, Republic of Bashkortostan) یک شهرک در شهرستان تاتیشلینسکی استان باشقیرستان کشور روسیه است.